# شهرستان هواینینگ
شهرستان هواینینگ (به لاتین: Huaining County) یک منطقهٔ مسکونی در چین است که در انگینگ واقع شده‌است.